# Die Igelfreundschaft
Die Igelfreundschaft ist ein deutsch-tschechoslowakischer Kinderfilm von Herrmann Zschoche aus dem Jahr 1962. Der tschechoslowakische Titel lautet Uprchlík.

## Handlung
Heiner besucht die dritte Klasse der Grundschule in Jugeltal an der tschechoslowakischen Grenze. In seiner Freizeit schnitzt er gerne, so hat er sich gerade eine Flöte geschnitzt, als er am Grenzbach Jugelbach sitzt. Er spielt ein Lied und erfreut damit die Grenzsoldaten zu beiden Seiten des Jugelbachs, die ihm eine Melodie ihres Landes vorspielen. Heiner übt die Polka-Melodie, als die Grenzsoldaten gegangen sind. Plötzlich sieht er, wie ein Igel zur Melodie eifrig den Grenzbach durchschwimmt und sich ihm nähert. Heiner ist begeistert und nimmt den Igel, den er František nennt, mit nach Jugeltal. Der Igel hat einen Markierungsring am Hinterbein und Heiners Vater erkennt, dass der Igel jemand gehören muss. Er weist Heiner an, das Tier wieder dort auszusetzen, wo er es gefunden hat. Der Igel läuft Heiner jedoch nach, als er ihn aussetzt, und so nimmt ihn der Junge wieder mit nach Jugeltal und versteckt ihn im Garten. In den Folgetagen gräbt er ihm Regenwürmer aus und verhält sich seinem besten Freund Felix gegenüber abweisend, hat er doch einen Hund, der dem Igel gefährlich werden könnte.
Die Pioniere der tschechoslowakischen Grenzstadt laden die Pioniere aus Jugeltal zu einem Pionierfest ein. Heiner schnitzt als Willkommensgeschenk einen Bergmann und erhält von dem tschechoslowakischen Mädchen Jana beim Fest einen bemalten Teller. Mit Jana verbringt Heiner den ganzen Tag, beide schaukeln und schauen sich schließlich die Kaninchen an, die die Schule züchtet. Auch Heiners Schule plant, mit der Kaninchenzucht zu beginnen. Das schönste Tier ist flauschig und weiß und hört auf den Namen Mirka. Es entwischt Heiner und Jana und beide lachen. Plötzlich wird Jana traurig, bleibt Mirka doch an einem leeren Napf sitzen. Er gehörte dem Igel Vazek, der sehr anhänglich war, jedoch eines Tages einfach gegangen ist, um die Welt zu erkunden. Heiner erkennt, dass sein František eigentlich Jana und den anderen Kindern gehört, und ist betrübt.
Zurück in Jugeltal häufen sich die Probleme, so will die Mutter die Kürbisse ernten, in deren Beet František bisher lebte. Zudem treibt ein Fuchs in der Gegend sein Unwesen, der es auch auf Igel abgesehen hat. Gerade so kann Heiner František in der Nacht vor dem Fuchs retten und nimmt ihn am nächsten Tag zur Sicherheit mit in die Schule. Hier kommt eines Tages ein großes Paket an. In ihm steckt Mirka und Jana schreibt in einem Brief an Heiner, dass sie zwar traurig war, dass Mirka fortgegeben wird, dass jedoch für Freunde nur das Beste gut genug sei. Sie klagt darüber, dass Vazek noch nicht zurückgekommen sei. Heiner bekommt ein schlechtes Gewissen. Er bringt František zum Grenzbach, doch zeigt sich der Igel unschlüssig. Kurzerhand entscheidet sich Heiner, ihn ins Dorf zu Jana zu bringen. Er wird von den Grenzsoldaten gestellt, als er gerade in tiefem Morast steckengeblieben ist. Als heimlicher Grenzübertreter mit „Stichwaffe“ (Igel) wird er zum Befehlshaber der Grenzsoldaten gebracht, der zunächst ernst ist und vom Igel Fußabdrücke nimmt, sich am Ende jedoch als Janas Vater entpuppt und froh ist, dass seine Tochter und die anderen Schulkinder nun ihren Vazek wiederhaben. Jana wird gerufen und tanzt mit Heiner begeistert in der Polizeiwache umher.

## Produktion
Die Igelfreundschaft entstand nach der gleichnamigen Erzählung von Martin Viertel, der auch am Drehbuch beteiligt war. Es war nach Das Märchenschloß der zweite Kinderfilm, den Herrmann Zschoche drehte. Die Kostüme schufen Ilse Winkle und Růžena Adamcová, die Filmbauten stammten von Paul Lehmann und Jaroslav Krška. Die Igelfreundschaft erlebte am 25. März 1962 seine Premiere in der DDR und lief am 2. April 1962 in den Kinos der DDR an. Am 28. Oktober 1978 wurde der Film auf DDR 1 erstmals im Fernsehen der DDR gezeigt.

## Kritik
Die zeitgenössische Kritik lobte den Film, der dank der Darstellerführung des Regisseurs „nichts Unechtes und Gestelltes, weder in der Sprache noch in der Darstellung“ habe. Als kindgerecht wurde die Darstellung des Igels empfunden, der als Musikliebhaber und Ausreißer ein „Eigenleben“ besitze. Frank-Burkhard Habel nannte den Film „rundum gelungen, sowohl in der Glaubwürdigkeit der Geschichte als auch in der Umsetzung“.